# Unique Visit
Unique Visit (englisch für ‚einzelner Besuch‘) ist eine Metrik der Zugriffshäufigkeit einer Website. Dabei wird jede IP-Adresse in einem bestimmten Zeitraum nur einmal gezählt, egal wie oft sie in diesem Zeitraum die Website besucht oder wie viele Elemente dabei heruntergeladen werden. Der Visit beschreibt damit einen (meist zusammenhängenden) Nutzungsvorgang einer Website.
Beachten sollte man jedoch, dass der Zeitraum, in dem jeder Besuch nur einmal gezählt wird, stark variieren kann. Die Informationsgemeinschaft zur Feststellung der Verbreitung von Werbeträgern (IVW) arbeitet im Rahmen ihres Messverfahrens Skalierbares Zentrales Messsystem (SZM) mit dem nach eigenen Aussagen international standardisierten Wert von 30 Minuten. Der Visit auf einer Website gilt somit als beendet, wenn 30 Minuten lang keine neue Seite mehr abgerufen wurde.
Außerdem identifiziert eine einzelne IP-Adresse nicht zwangsläufig eine einzelne Person. Anonymisierungsdienste können je Zugriff dem einzelnen Nutzer jeweils eine andere IP-Adresse zuweisen, dagegen weisen Zugriffe von verschiedenen Personen innerhalb eines lokalen Netzwerks durch Network Address Translation dieselbe Adresse auf. Gleiches gilt auch für die Zwangstrennung durch den Internetanbieter nach spätestens 24 Stunden.

## Abgrenzung
Im Bereich Web-Controlling werden die Begriffe Unique Visitor bzw. Unique User bzw. Besucher häufig synonym zum Unique Visit verwendet. Dabei beschreibt der Begriff Unique Visit den Nutzungsvorgang, während in dem Visitor, User oder Besucher die Person hinter dem Vorgang zu sehen ist. In Deutschland ist der Begriff Unique User fest von der Arbeitsgemeinschaft Online Forschung e. V. (AGOF) belegt und beschreibt den „einzelnen Nutzer“ auf Basis der AGOF daily digital facts. Die Summe der Unique User eines Mediums sind die Personen, die in einem bestimmten Zeitraum Kontakt mit einem Werbeträger bzw. einzelnen Belegungseinheiten hatten.

## Referenzwerte
Internetangebote mit großer Reichweite haben typischerweise mehrere Millionen Unique Visitors pro Monat, während beispielsweise die große Mehrheit der Modeblogs deutlich unter 80.000 Unique Visitors pro Monat verzeichnen können.